# 朱氏世德碑记
太祖御制《朱氏世德碑记》，是明太祖朱元璋称吴王之后撰写的，相当于家族追溯文。文中比较明确地指出了五代祖先的家族关系、迁徙以及大事记等，是研究朱元璋家族的重要史料。